# ショーエイコーポレーション
株式会社ショーエイコーポレーションは、大阪府大阪市中央区備後町に本社を置く化学メーカーである。東証スタンダード上場。

## 概要
プラスチックフィルム包装資材の専門メーカーである。
パッケージ事業（商業用パッケージと消耗用パッケージ）、メディアネットワーク事業（ダイレクトメールの一気通貫サービス）、日用雑貨品事業（100円ショップ、ドラッグストアなどの量販店の商品企画販売）を実施している。

## 沿革
- 1968年2月 - 照栄製袋株式会社を設立（資本金1百万円、大阪市西成区千本通り）。
- 1978年10月 - 本社を大阪市西成区南津守に移転。
- 1986年7月 - 株式会社ショーエイコーポレーションに商号変更。本社を大阪市西区北堀江に移転。
- 1998年10月 - 本社を大阪市西区靭本町に移転。
- 2003年8月 - 本社を大阪市中央区平野町に移転。
- 2006年9月 - 本社を大阪市中央区備後町に移転。
- 2008年12月 - 大阪証券取引所ニッポン・ニュー・マーケット「ヘラクレス（グロース）」に上場。
- 2010年10月 - 大阪証券取引所JASDAQ（グロース）に株式を上場。
- 2018年2月 - 東京証券取引所市場第二部に市場変更。
- 2019年2月 - 東京証券取引所市場第一部銘柄に指定。
- 2023年10月 - 東京証券取引所スタンダード市場へ市場変更[3]。

## 事業所
- 本社：大阪市中央区備後町2-1-1 第二野村ビル7F
- 東京本社：東京都千代田区九段北4-1-3 飛栄九段北ビル9F
- 名古屋支店：名古屋市西区牛島町5-2 名駅TKビル3F
- 横浜営業所：横浜市中区相生町6-113 オーク桜木町ビル4Ｆ
- 広島営業所：広島市中区橋本町7-14 橋本町BLD.3F
- 福岡営業所：福岡市博多区博多駅南1-7-14 BOIS博多ビル5F
- 大阪センター：大阪市西成区南津守4-1-12
- 大阪第2センター：大阪市西成区千本南2-16-39
- 神奈川センター：神奈川県座間市さがみ野2-5-5
- 泉大津センター：大阪府泉大津市汐見町12-1
- 岸和田センター：大阪府岸和田市臨海町5-3 プロフィットマート岸和田内